# Базиліка Святого Домініка у Валлетті
35°53′54″ пн. ш. 14°30′46″ сх. д. / 35.8983° пн. ш. 14.5128° сх. д.
Базиліка Святого Домініка (мальтійська: Il-Bażilika ta' San Duminku) або також відома як Базиліка Богоматері Безпечної Гавані та Святого Домініка — одна з трьох парафіяльних церков Валлетти, Мальта. Керується домініканським орденом, монастир якого розташований позаду костелу.

## Історія
Землю, на якій побудовано церкву та монастир, надав ордену великий магістр П'єр де Монте. Скласти плани було доручено Джироламо Кассару. Перший камінь було закладено 19 квітня 1571 року. Парафія була заснована 2 липня 1571 року декретом Папи Пія V, якого вважають благодійником будівництва Валетти. Він був присвячений Богоматері безпечного притулку через велику кількість моряків, які ходили до маленької каплиці, яку домініканці побудували до будівництва великої церкви, щоб подякувати Матері Божій за їх безпечне повернення до гавань після довгих і небезпечних морських подорожей. Також було оголошено, що парафія Св. Домініка буде головною парафіяльною церквою міста.

## Нова церква
24 липня 1780 року церква була закрита та оголошена небезпечною через землетруси та сильні шторми. Нова церква була побудована на тому ж місці, де була первісна церква приблизно через 25 років після її закриття. Церква була відкрита і освячена 15 травня 1815 року. 25 березня 1816 року церква була піднесена до сану Малої базиліки. Остаточно церква була освячена 15 жовтня 1889 року архієпископом П'єтро Паче. У церкви вкрали дерев'яні вівтарні свічники, вартістю приблизно 2000 євро, які були знайдені на maltapark.com.
Будівля церкви внесена до Національного переліку культурних цінностей Мальтійських островів.